# Nichijō
Nichijō (日常 Nichijō?, lit. Vida cotidiana) es un manga japonés de comedia creado por Keiichi Arawi (あらゐけいいち Arai Keiichi?). El manga empezó su serialización en la edición de diciembre de 2006 de la revista de Kadokawa Shoten Shōnen Ace, y también estuvo serializada en Comptiq entre marzo de 2007 y julio de 2008. Una adaptación al anime por Kyoto Animation empezó su emisión en Japón en abril de 2011. Un videojuego de PlayStation Portable creado por Vridge y Kadokawa Games salió en julio de 2011.

## Argumento
La serie sigue las vidas de un grupo de estudiantes y su escuela. Aparecen varios elementos absurdos, como una chica robótica creada por una científica de 8 años, un chico que conduce una cabra para ir al instituto con su mayordomo, una chica que puede conseguir armas de fuego de la nada, un gato que habla y un viejo director que es un luchador experto. A pesar de esto, los estudiantes siguen llevando vidas normales.

## Personajes
Yūko Aioi (相生 祐子 Aioi Yūko?)
Seiyū: Mariko Honda
Yūko es una estudiante enérgica de cabello corto color castaño. A pesar de tener una personalidad despreocupada y tolerante, esta cambia totalmente si es insultada. Tiene como mal hábito ser demasiado perezosa para hacer sus deberes y siempre termina copiándola de Mio o Mai. Aunque sabe que Nano es un robot, nunca le ha dicho a nadie sobre esto. Tiene el sobrenombre de Yukko (ゆっこ?). Suele saludar a sus amigas diciendo "Selamat pagi" (Indonesio/Malayo para "Buenos días").
Mio Naganohara (長野原 みお Naganohara Mio?)
Seiyū: Mai Aizawa
Mio es una chica alegre y divertida de cabello azul claro amarrado en dos coletas con dos cubos de madera. A primera vista da la impresión de ser la más "normal" en comparación a Mai o Yūko, pero en realidad tiene una personalidad muy impaciente y es propensa a tener rabietas con frecuencia. A menudo tiene que intentar animar a Yūko cuando esta se deprime. Además, es una gran dibujante de manga y de vez en cuando hace sospechosos dibujos de Kōjirō Sasahara, sobre todo relativos al yaoi.
Mai Minakami (水上 麻衣 Minakami Mai?)
Seiyū: Miyuki Sawashiro
Mai es una chica de cabello negro y largo con anteojos, bastante callada y muy inteligente. Tiene múltiples talentos entre los cuales se destacan el lanzamiento de proyectiles, la pesca, la talla de madera y la lucha de brazo. En contraste con su apariencia, posee un sentido del humor muy excéntrico que usualmente ofusca a sus amigos cuando son víctimas de sus bromas. Tiene como mascotas dos perros que parecen compartir su sentido del humor.
Nano Shinonome (東雲 なの Shinonome Nano?)
Seiyū: Shizuka Furuya
Nano es una androide, creada por la Profesora, con apariencia y personalidad de una joven de la misma edad que las otras chicas de la serie. De cabello negro y corto, siempre trata de ocultar a los demás su identidad como robot aun cuando de su espalda sale una notable llave de cuerda. Sus extremidades suelen separarse sin previo aviso de su cuerpo (especialmente sus brazos) para dar paso a extraños objetos e instrumentos, desde armas hasta postres de todo tipo, instalados por la Profesora sin que ella se diera cuenta. Aunque es la creación de la Profesora (quien dice que la creó porque los robots son lindos) dedica su tiempo a cuidar de ella y hacer los oficios del hogar.
Profesora Shinonome (はかせ Hakase Shinonome?)
Seiyū: Emiri Makashiro
La niña Maestra, creadora de Nano, es una niña genio de 8 años que, a pesar de su intelecto, actúa como una niña de su edad. No asiste a la escuela (aparentemente porque ya se graduó) por lo que pasa el día jugando en casa y haciéndole bromas a Sakamoto. Realiza continuamente "ajustes" a Nano cuando esta no se da cuenta, pero siempre se rehúsa a quitarle la llave de su espalda argumentando que es linda. De cabello claro y largo, su animal favorito es el tiburón y, aunque nunca lo mencione, se puede deducir que su apellido es Shinonome.
Sakamoto Shinonome (阪本?)
Seiyū: Minoru Shiraishi
Sakamoto es un gato de color negro que viste una bufanda roja, hecha por la profesora, la cual le permite hablar. Dado que en años gatunos tiene unos 20 años (lo que lo vuelve mayor que Nano o la Profesora) trata de hablar acorde a esa edad y actuar como el mayor de la casa, aunque, por desgracia para él, suele sucumbir ante sus hábitos felinos. Su nombre le fue colocado por lo que decía la caja en la que lo encontraron. Su nombre original era Taisho y fue una vez la mascota de la profesora Nakamura.
Kōjirō Sasahara (笹原 幸治郎 Sasahara senpai?)
Seiyū: Yoshihisa Kawahara
Un chico rico de la escuela que actúa siempre como un verdadero aristócrata (incluso tiene su propio sirviente que lo sigue a todas partes), aun cuando sus padres son granjeros. Le gusta montar su cabra Kojirō Sasahara (笹原 コジロウ Sasahara Kojirō?) cuando va a la escuela, aun cuando la profesora Sakurai siempre lo está reprochando por esto.
Misato Tachibana (立花 みさと Tachibana Misato?)
Seiyū: Chika Horikawa
Una chica que esta claramente enamorada de Sasahara. Ella tiene la grandiosa habilidad de sacar armas de donde sea y de todo tipo, desde metralladoras hasta bombas y granadas, las cuales usa para dispararle a Sasahara cuando se enoja con él. En un capítulo se descubre que sigue a Sasahara a su casa.
Yoshino Naganohara (長野原 よしの Naganohara Yoshino?)
Seiyū: Motoko Kobayashi
Hermana mayor de Mio. Es una hábil practicante de kendo, al punto de que no necesita practicar pues hacerlo la debilita según ella. Le gusta jugar bromas, en especial a su hermana menor, quien suele responderle por la fuerza.
Izumi Sakurai (桜井 泉 Sakurai Izumi?)
Seiyū: Mami Kosuge
Joven profesora de inglés y consejera estudiantil de la secundaria Tokisadame. Tiene un carácter tímido, por lo que siempre se la ve nerviosa, en especial cuando tiene que ejercer autoridad frente a los estudiantes, excepto con su hermano menor.
Manabu Takasaki (高崎 学 Takasaki Manabu?)
Seiyū: Tetsu Inada
Profesor de la secundaria Tokisadame que se toma muy en serio su labor como tal, pero que suele actuar de forma disparatada cuando entra en pánico, usualmente cuando se trata de la profesora Izumi, de la cual está enamorado. Fue campeón de Igo Soccer en un pasado, motivo por el cual Makoto intenta pedirle que apoye al club. Suele castigar a Yukko con frecuencia.
Tsuyoshi Nakanojō (中之条 剛 Nakanojō Tsuyoshi?)
Seiyū: Kazutomi Yamamoto
Compañero de la clase 1-Q. Destaca por su peinado tipo mohicano, dando la impresión de ser un chico rudo, siendo en realidad es un chico bueno cuyo aspecto se debe a que no le crece cabello en los costados de su cabeza, problema que comparte con su padre. Tiene un pensamiento científico, rehusándose a creer en cosas sobrenaturales e incluso dedicándole tiempo a intentar desmentirlas.
Haruna Annaka (安中 榛名 Annaka Haruna?)
Seiyū: Kaori Sadonaka
Es una chica alegre de la clase 1-Q, rubia y con un enorme listón rojo en su cabeza. Le gusta probar cosas nuevas, pero por lo general termina metida en situaciones raras que la confunden.
Kenzaburō Daiku (大工 健三郎 Daiku Kenzaburō?)
Seiyū: Ryōta Yoshizaki
Heredero de la corporación Daiku y Presidente del club de igo-soccer de la secundaria, un deporte que creyó haber inventado para posteriormente enterarse de que dicho deporte si existe. Inicialmente solía pasar las reuniones de club aburriéndose junto con Sekiguchi y queriendo hacer algo para posteriormente quedar ambos completamente atónitos ante las jugadas y reglas aparentemente carentes de sentido del igo-soccer.
Yuria Sekiguchi (関口 ユリア Sekiguchi Yuria?)
Seiyū: Ai Hirosaka
Es en un principio la única miembro del club de igo-soccer junto a Daiku. Es tímida y de pocas palabras. Suele estar leyendo el manga de Helvetica Standard. Parece estar enamorada de Daiku.
Makoto Sakurai (桜井 誠 Sakurai Makoto?)
Seiyū: Takahiro Hikami
Hermano menor de la profesora Izumi y campeón de igo-soccer, cuyas habilidades dejan perplejos a los miembros de dicho club. Aunque más extrovertido, suele mostrar el mismo nerviosismo que su hermana mayor cuando se siente incómodo. Suele tratar de chantajear al profesor Takasaki para que represente al club de igo-soccer.
Tanaka (田中?)
Seiyū: Kōta Yamaguchi
Alumno de la clase 1-Q al que le gusta llevar una peluca afro donde guarda desde comida hasta pájaros. Es el mejor amigo de Nakanojou.
Weboshi (ウェボシー Weboshī?)
Seiyū: Yōko Tamaoki
Chica punk amiga de Misato. Suele ver las cosas de manera realista en contraste con su amiga Fe-chan. Cree que Nakanojou es un chico malo, por lo que tiene cierto interés en él.
Fe-chan (フェっちゃん?)
Seiyū: Yumi Higuchi
Amiga de Misato. A diferencia de su amiga Weboshi, esta trata de verle el lado positivo a las cosas, fallando debido a su naturaleza torpe. Junto con Weboshi suele molestar a Misato por su nada sutil atracción por Sasahara.
Mihoshi Tachibana (立花 みほし?)
Seiyū: Manami Honda
Hermana menor de Misato. Suele practicar kendo al igual que su hermana. Su principal aspiración es lograr golpear a la prodigiosa Yoshino.
Director (校長先生 Kōchō-sensei?)
Seiyū: Chō
El director de la secundaria Tokisadame. Ha demostrado ser un luchador habilidoso al derrotar a un ciervo en la escuela y suele tratar de hacer reír a los estudiantes con sus chistes, sin éxito. Vive con paranoia de que el vicedirector tome su puesto. Más adelante se revela que su apellido es Shinonome, aunque no se especifica si tiene algún parentesco con la profesora.
Kōsuke Ōra (邑楽 耕介 Kyōtō-sensei?)
Seiyu: Hiroshi Naka
Vicedirector de la secundaria Tokisadame. Anteriormente era el director de la misma antes de que el actual director tomara su puesto. Suele actuar con una pasiva hostilidad hacia el director actual, haciendo bromas sobre tomar de vuelta su puesto como director. Suele pasar tiempo con su nieto, a veces con el costo de poner su salud en riesgo.
Kana Nakamura (中村 かな?)
Seiyū: Kaoru Mizuhara
Profesora de ciencias de la secundaria Tokisadame. Sospecha que Nano es un robot y está obsesionada con capturarla para analizarla, pero sus planes para dicho fin suelen fallar, cayendo ella misma en ellos o afectando a terceros (usualmente Nakanojo). Fue la dueña anterior de Sakamoto, quien huyó debido a los desastrosos cuidados de esta antes de ser adoptado por la residencia Shinonome donde recibe un trato no mucho mejor.

## Adaptaciones

### Manga
Nichijou empezó como un manga escrito e ilustrado por Keiichi Arawi. Originalmente, el manga iba a ser una historia corta, serializada en la revista de Kadokawa Shoten Shōnen Ace entre mayo y octubre de 2006. Empezando en la edición de diciembre de 2006, el manga consiguió una serialización regular en Shōnen Ace, y también estuvo serializado en la revista de Kadokawa Comptiq entre las ediciones de marzo de 2007 y julio de 2008. El primer volumen tankōbon se lanzó el 27 de julio de 2007, y para agosto de 2011, se han lanzado 6 volúmenes. El manga usa una combinación de formate de cómic normal y formato 4-koma. El manga ha sido licenciado y publicado en Taiwán por Kadokawa Media (Taiwán), en Corea del Sur por Daewon C.I. . En Norteamérica era publicado originalmente por Bandai Entertainment, pero cuando la editorial cerró, la licencia pasó a manos de la editorial Vertical Comics.
La editorial Kadokawa reveló que el autor Keiichi Arawi reanudará la publicación del manga Nichijou en la duodécima edición de este año de la revista Monthly Shonen Ace, el próximo 26 de octubre (2021). A través de su cuenta de Twitter, Arawi señaló que quería dibujar esta obra de nuevo, por lo que decidió terminar con la suspensión.
El comunicado de prensa incluyó también la portada de esta duodécima edición, protagonizada por el manga en cuestión y celebrando el vigésimo séptimo aniversario de la revista.
| N.º | Fecha de publicación    | ISBN                         |
| --- | ----------------------- | ---------------------------- |
| 1   | 26 de julio de 2007     | ISBN 978-4-04-713949-7       |
| 2   | 26 de octubre de 2007   | ISBN 978-4-04-713980-0       |
| 3   | 26 de julio de 2008     | ISBN 978-4-04-715089-8       |
| 4   | 26 de enero de 2009     | ISBN 978-4-04-715171-0       |
| 5   | 26 de octubre de 2009   | ISBN 978-4-7580-7147-5       |
| 6   | 12 de marzo de 2011     | ISBN 978-4-04-900804-3       |
| 7   | 26 de octubre de 2011   | ISBN 978-4-04-120025-4-C0979 |
| 8   | 26 de octubre de 2012   | ISBN 978-4-04-120456-6-C0979 |
| 9   | 12 de octubre de 2013   | ISBN 978-4-04-120880-9-C0979 |
| 10  | 26 de diciembre de 2015 | ISBN 978-4-04-103335-7       |

### Anime
Una serie de anime producida por Kyoto Animation y dirigida por Tatsuya Ishihara empezó su emisión en Japón el 3 de abril de 2011. Previamente, una OVA, llamada "Nichijō Episode 0", se incluyó con el sexto volumen del manga el 12 de marzo de 2011. Y además de 26 episodios.

#### Producción
Personal que participó en la producción y la realización de Nichijō.
| - Creador original - Keiichi Arawi / Kadokawa Shoten - Director - Tatsuya Ishihara - Director asistente - Taichi Ishidate - Composición - Jukki Hanada - Diseño de personajes y Director de animación jefe - Futoshi Nishiya - Diseño de color - Kana Miyata - Director artístico - Jouji Unoguchi - Director de fotografía - Kazuya Takao - Escenario - Hiroyuki Takahashi - Montaje - Kengo Shigemura - Director de sonido - Yota Tsuruoka (Rakuonsha) | - Música - Yuji Nomi - Productor de música - Shigeru Saito (Lantis) - Producción de sonido - Rakuonsha - Producción de música - Lantis - Planificación- Naohiro Futono, Shunji Inoue, Takafumi Ishibashi, Takeshi Yasuda, Tsuneo Takechi y Yoko Hatta - Productor - Atsushi Itou y Hideaki Hatta - Manager de Producción - Shin'ichirou Hatta - Animación - Kyoto Animation - Producción - Shinonome Kenkyujo (Instituto Shinonome) |

### Videojuego
Un videojuego para la PlayStation Portable llamado Nichijō: Uchūjin (日常（宇宙人） lit. Vida Cotidiana: Extraterrestre'?) desarrollado por Vridge y publicado por Kadokawa Games salió el 28 de julio de 2011.

## Recepción
El manga es parte de las lista de las Mejores novelas gráficas para jóvenes en su edición de 2017 de la Asociación de Jóvenes Adultos Biblioteca Servicios (YALSA), perteneciente a la American Library Association.